# China Dolls
China Dolls este o formație thailandeză de muzică pop formată din Pailin „Hwa Hwa” Rattanasangsatian și Supachaya „Bell” Lattisophonkul.

## Carieră
Grupul a fost fondat în 1999, participând pentru prima dată la Asia 2000 Music Festival.
Au devenit cunoscute datorită melodiei „Muay Nee Kah” ce mai târziu a fost tradusă în mai multe limbi.
Deoarece Bell era ocupată cu școala ei de dans, Hwa Hwa a trebuit să+și caute un nou partener.
Așa cum cele două fac progrese în a-și realiza primul album, Bell lucrează acum în cadrum GMM Grammy într-o colaborare numită Brazia.

## Membri
Hwa Hwa
- Numele thailandez: Pailin Rattanasangsatian (Thai: ไพลิน รัตนแสงเสถียร)
- Numele chinezesc: chineză simplificată: 陈冠桦; pinyin: Chén Guānhuà 陳冠樺
- Data nașteri: 12 iunie 1979 (1979-06-12) (31 ani)
- Limbi străine: thailandeză,chineză,engleză

Dan Chun
- Nume: Liu Pei Jun
- Nume chinezesc: chineză simplificată: 刘姵君; pinyin: Liú Pèijūn 劉姵君
- Data nașteri 30 aprilie 1989 (1989-04-30) (21 ani)
- Limbi străine:chineză

Bell
- Numele thailandez: Supachaya Lattisophonkul (Thai: สุภัชญา ลัทธิโสภณกุล)
- Numele chinezesc: chineză simplificată:李小燕; pinyin: Lǐ Xiǎoyàn 李曉燕
- Data nașteri: 17 aprilie 1981 (1981-04-17) (29 ani )
- Limbi străine: thailandeză,chineză,engleză

## Discografie
1. July 1999: หมวยนี่คะ (Muay Nee Kah)
2. March 2000: 單眼皮女生
3. March 2000: 無敵 Remix
4. December 2000: China More
5. January 2001: โอ๊ะ โอ๊ะ โอ๊ะ (Oh-Oh-Oh)
6. March 2001: 我愛太空人
7. August 2001: Ting Nong
8. October 2001: 環遊世界Ding Ding Dong
9. January 2002: 加多一点点
10. August 2002: 萬歲萬歲萬萬歲
11. August 2002: China แดง (China Daeng)
12. April 2004: B/W
13. 2004: China Dance
14. [03-02-2010]Bling Bling(EP)
15. [28-09-2010]Bling Bling Shiny